# Jean Babaud
Pour les articles homonymes, voir Babaud et Chaussade.
Jean Babaud de La Chaussade, né vers 1702 à Bellac (Limousin) et mort à Paris le 14 décembre 1739, est un fournisseur de la Marine royale, maître de forges et propriétaire forestier français.

## Biographie
Jean Babaud est le fils de Pierre Babaud, sieur de Beaupré, intéressé dans la fourniture de bois pour la Marine royale, et de Marguerite Jouhinot. Il est le frère de Pierre Babaud de La Chaussade.
Il épouse Marie Boësnier, sœur de Paul Boësnier de l'Orme. Ils ont deux filles : Charlotte (qui sera notamment la mère de Joseph-Alexis, Charles, Pauline et Jacques-Augustin Robert de Lézardière) et Angélique-Dorothée (future marquise de Cassini).
Veuve, Marie Boësnier se remariera à Jacques Masson et sera la mère d'Alexandre Masson de Pezay.
Associé aux Boësnier-Duportal (dont Jacques, décédé en 1738, est déjà associé à son père) dans une maison de commerce à Saumur à partir de 1728, Jean Babaud est également fournisseur de bois pour la Marine royale de 1728 à 1738 et de bois de construction de vaisseaux aux Hollandais en 1734-1735. Daniel-Goossen Boësnier du Portal, né à Saumur en 1680 et frère ainé de Jacques, est le point de liaison des Babaud à Rotterdam, où Daniel réside sur le Scheepmakershaven (nl) (le port des constructeurs navals), y meurant en 1735.
Il est intéressé dans les forges de Cosne de 1733 à 1738.
Babaud est receveur général de Lorraine et Barrois de 1737 à sa mort.